# 豊田経済新聞
豊田経済新聞（とよたけいざいしんぶん）は、愛知県豊田市・みよし市及び周辺地域の地域経済情報を伝えるウェブサイトである。
「新聞」を称しているが、紙媒体での展開は行われていない。運営開始は2021年4月。

## 概要
みんなの経済新聞ネットワーク共通のルールに基づき、原則、平日最低1本は記事を配信。ハッピーなニュースを扱うこと、そして地域経済にスポットを当てることとなっている。
配信された記事の一部は検索大手「Yahoo! JAPAN」にも転載される。
みんなの経済新聞ネットワーク本部とフランチャイズ契約を結び、コミュニティ放送局エフエムとよたが取材・運営に携わっている。全体としては「新聞」の名称からイメージされる報道媒体というよりも、タウン情報誌やフリーペーパーに近い性質を持った媒体であり、ラジオ放送のサブ媒体としての要素を担う。